# Діатрета

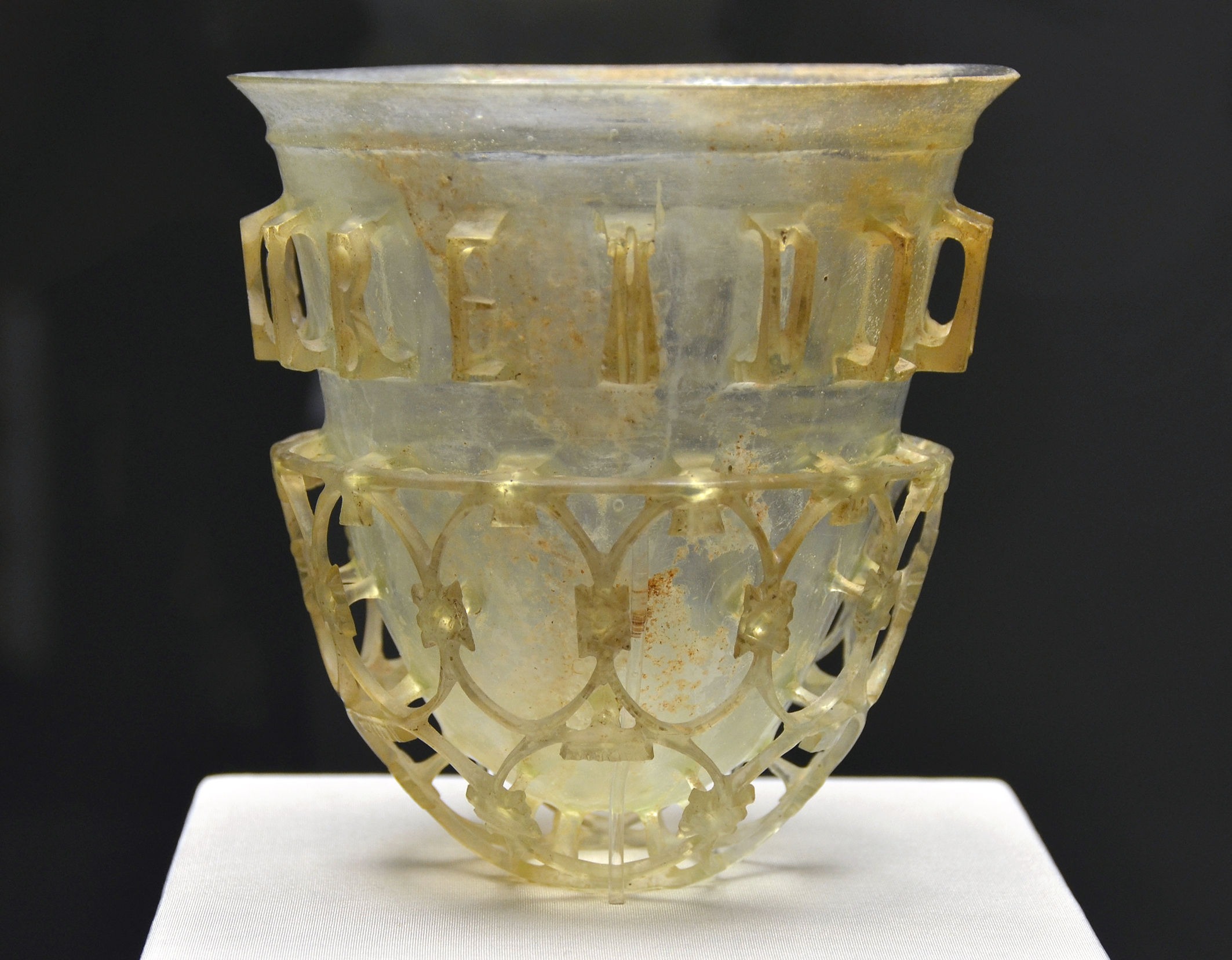
Державне античне зібрання в Мюнхені

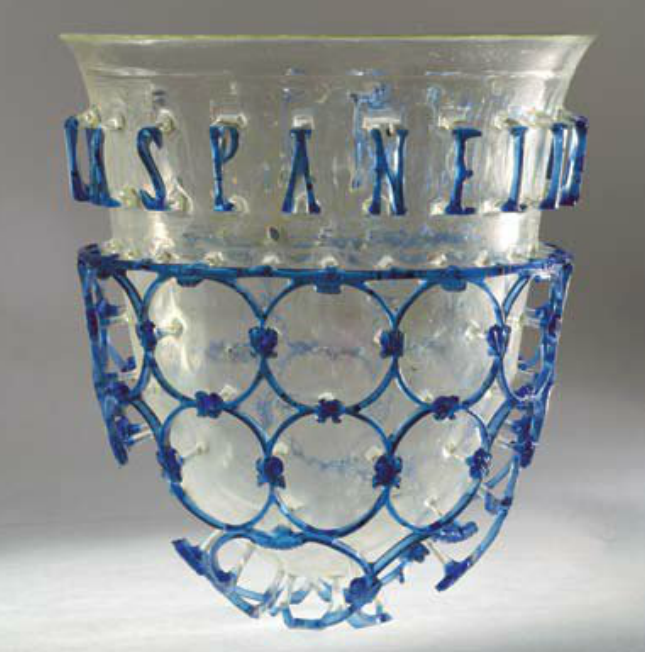
Кубок 4-ого століття, Чорногорія

Мілан, діатрета, IV століття

Діатрета (грец. διατρητων) — посудина зі скла переважно дзвоноподібної форми з подвійними стінками: тулуб посудини знаходиться всередині зовнішньої скляної ажурною «сітки» прорізної роботи.

## Техніка виготовлення
Перша діатрета була виявлена в 1680 році у північній  Італії. Починаючи з цього часу робилися спроби відновити методику виробництва і створити копії.
Існують дві версії щодо того, як виготовлялася діатрета:
- Шліфування: спочатку візерунок сітки шліфувався як  рельєф, а потім забирався зайвий матеріал за винятком декількох скляних перемичок;
- Пресування: скляна заготовка відливалася за зліпком з гіпсу чи суміші гіпсу з кварцовим борошном і далі піддавалася шліфуванню.

## Призначення
Форма діатрет і написи на них дозволяють припустити, що вони використовувалися як посудини для напоїв. Однак своєрідний край збережених діатрет (на одному з екземплярів, що зберігаються в  Музеї Корнінг в Нью-Йорку, навіть збереглося бронзове кільце з трьома ручками) свідчить проти цієї версії: за кільце діатрета могла підвішуватися як світильник.
Діатрети були для римлян вишуканими і дорогими виробами зі скла. Відомі античні закони, що регулювали відповідальність шліфовалників за псування діатрет. Найбільш ранні екземпляри діатрет датуються I ст. н. е. Розквіт виробництва діатрет припадає на III і IV ст. На сьогоднішній день відомо близько 50 примірників скляних посудин цього виду, які часто збереглися лише частково, в уламках.

## Найбільш відомі діатрети
- Кубок Лікурга : створено в IV ст. З 1945 року знаходиться у власності Британського музею. Посудина на просвіт здається червоною, а в звичайному світлі — молочно-жовтувато-зеленою. Цей ефект пояснюється наявністю в склі дрібних частинок колоїдного золота і срібла (приблизно 70 нанометрів) у співвідношенні трьох до семи. Це єдиний екземпляр, що цілком зберігся, за своїм колірним ефектом і обробкою вважається унікальним.
- Кельнсько-Браунсфельдска діатрета: знайдена в 1960 р в Кельнському районі. Має напис грецькою, яка в перекладі звучить:  «Пий, щоб ти завжди добре жив» . Датується 330—340 рр. н. е. Знаходиться в експозиції Романо-німецького музею в Кельні.
- Кельнська діатрета з Мюнхена : датується 400 р н. е. Подарунок міста Кельна королю Баварії Людвігу I в знак подяки за його внесок у завершення будівництва Кельнського собору. Напис на діатреті латиною говорить: « BIBE MULTIS ANNIS» (« Пий ще багато років »)…